# Mistrzostwa Ibero-Amerykańskie w Maratonie 1986
Mistrzostwa Ibero-Amerykańskie w Maratonie 1986 – zawody lekkoatletyczne, które odbyły się 2 lutego w Sewilli.

## Rezultaty
| Konkurencja: | Złoto           | Wynik   | Srebro      | Wynik   | Brąz             | Wynik   |
| Mężczyźni    | Alfonso Abellán | 2:15:07 | Manuel Vera | 2:15:42 | Radamés González | 2:17:27 |